# Чернышов, Алексей Михайлович
Алексей Михайлович Чернышов (укр. Олексій Михайлович Чернишов; род. 4 сентября 1977, Харьков, Украинская ССР, СССР) — украинский чиновник и политик, предприниматель. Вице-премьер-министр Украины — Министр национального единства Украины с 3 декабря 2024 года по 16 июля 2025 год. Ранее: председатель правления НАК «Нафтогаз Украины» (2022—2024), министр развития общин и территорий Украины (2020—2022), председатель Киевской областной государственной администрации (2019—2020).
Координировал реформу децентрализации, признанной Евросоюзом одной из самых успешных реформ на Украине, а также реформу государственного регулирования в строительстве. Кроме того, возобновил реформу корпоративного управления в Группе Нафтогаз. Имеет более 20 лет опыта работы в частном секторе экономики на Украине и за рубежом — в сфере финансов, инвестиций, инвестбанкинга, недвижимости и ІТ.

## Образование
Родился в Харькове, где провёл детство, школьные годы, получил высшее образование.
С 1994 по 1999 год — Харьковский гуманитарный университет «Народная украинская академия» по специальности «Экономика предприятия».
С 1996 по 2002 год — Национальный юридический университет им. Ярослава Мудрого по специальности «Правоведение».
В 1999 году — профессиональный курс по стандартам международного Института управления проектами (Project Management Institute) (программа «Управление проектами» на базе компании «Westinghouse», Пенсильвания, США).

## Работа в частном секторе экономики
В 1998 году начал свою карьеру в Westinghouse Electric Company (США) как менеджер проектов. Продолжил в компании Telesens, дочерней структуре «Telesens AG» (Германия). В 2002 году вместе с партнёрами приобрёл украинскую часть группы, ставшую самостоятельной компанией.
В начале 2000-х дополнительно стал заниматься девелопментом. С 2005 по 2007 год был президентом группы компаний АВЭК, по 2013 — председателем наблюдательного совета. Сформировал портфель из проектов коммерческой недвижимости общей площадью 350 000 м² и привлек значительных зарубежных игроков, работающих в сфере прямых инвестиций и развития коммерческой недвижимости, среди которых UNIQA Real Estate AG, New Century Holdings (NCH), ECE и другие.
Параллельно в 2012 году основал инвестиционно-девелоперскую компанию Eastgate Development, сфокусированную на развитии масштабных проектов коммерческой недвижимости и привлечении иностранных инвестиций в Украину.
В 2014 году основал инвестиционную компанию VI2 Partners с офисами в Киеве и Вене. Направления деятельности — прямые инвестиции, формирование и управление портфелем активов, инвестиционный банкинг.

## Работа в публичном секторе

### Глава Киевской областной государственной администрации
20 октября 2019 года Кабинет министров Украины согласовал кандидатуру Алексея Чернышова на должность главы Киевской облгосадминистрации. Указ о назначении подписал президент Украины 28 октября 2019 года.
Под руководством Чернышова Киевская облгосадминистрация разработала стратегический план развития региона, в приоритеты которого вошли децентрализация, развитие инфраструктуры Киевщины, улучшение железнодорожного сообщения, строительство школ, детских садов и стадионов, повышение инвестиционной привлекательности региона. Кроме этого, в должности главы облгосадминистрации Чернышов возобновил работу Агентства регионального развития.

### Министр развития общин и территорий Украины
4 марта 2020 года вошёл в обновлённый состав Кабинета министров Украины как министр развития общин и территорий Украины. Обозначенные Чернышовым приоритеты в должности — реформа децентрализации, реформа ГАСИ, региональное развитие, реформа системы ЖКХ, международное сотрудничество.
Во время его работы в должности министра проходил активный этап реформы децентрализации. Европарламент определил децентрализацию одной из самых успешных реформ на Украине.
В частности, в июле 2020 года на Украине было введено новое административно-территориальное устройство — базу для него готовила команда министерства во главе с Чернышовым. Цель — усиление способности общин.
Кроме того, команда Чернышова занималась развитием объектов социальной инфраструктуры в рамках инициированной Президентом Владимиром Зеленским программы «Большое строительство». Как результат, 800 объектов социальной инфраструктуры были построены или отремонтированы.
В должности министра обеспечил успешное прохождение отопительного сезона в 2021—2022 годах без повышения тарифов для населения.
В августе 2021 года получил почётную грамоту Верховной Рады Украины за особые заслуги перед украинским народом.
Деятельность во время военного положения на должности министра
С началом полномасштабного вторжения России Алексей Чернышов адаптировал деятельность возглавляемого им министерства под военные реалии. Команда министерства разработала концепцию функционирования государства в условиях военного положения.
В начале июня 2022 года Чернышов был назначен председателем Штаба по подготовке к отопительному сезону 2022—2023. Под руководством Чернышова штаб разработал план успешного прохождения зимы в условиях военных действий. Решил вопрос урегулирования долгов предприятий ТКЭ за газ. Координировал разработку онлайн-платформы по сбору критических потребностей ТКЭ — UNEEDS. Отстаивал законодательное закрепление цены на газ для населения на уровне 2021 года и запрет на начисление пени и штрафных санкций во время военного положения.
С самого начала полномасштабного вторжения уделял активное внимание вопросу поддержки внутренне перемещенных лиц (ВПЛ): вместе с командой разработал и реализовал социальную программу «Прихисток» для компенсации расходов домохозяйствам, которые обеспечили бесплатное временное размещение ВПЛ. Заручившись поддержкой польского Правительства, разработал и реализовал проекты по возведению модульных городков для бесплатного временного размещения ВПЛ.
В апреле 2022 года Алексей Чернышов был назначен ответственным от правительства за первоочередное восстановление повреждённых объектов жилой, критической и социальной инфраструктуры на освобождённых территориях. Под руководством Чернышова министерство разработало концепцию восстановления жилья и предоставления компенсаций в результате боевых действий со рф.
Вместе со Всемирным банком и Европейской Комиссией разработал отчёт «Быстрая оценка нанесенного ущерба и потребностей на восстановление Украины» (RDNA — Rapid Damage and Needs Assessment) — первую комплексную оценку последствий войны в 20 секторах. Он стал ориентиром в разработке дальнейших государственных планов по быстрому и долговременному восстановлению.
На основе отчёта команда Чернышова подготовила программу безотлагательного восстановления, где собрала первоочередные объекты критической инфраструктуры для восстановления до конца 2022 года. Программа получила поддержку со стороны Всемирного банка. Результатом этого стало создание под управлением Всемирного банка специального Трастового фонда на восстановление Украины, обеспечивающего механизм и возможность покрытия неотложных потребностей Украины.
Международная деятельность во время военного положения
В апреле 2022 года вошёл в состав специальной миссии представителей Президента Украины в страны-члены ЕС. В мае-июне 2022 года в рамках этой миссии Алексей Чернышов вместе с другими представителями совершили 19 представительских визитов в страны-члены ЕС с целью поддержки интеграции Украины в ЕС. Визиты оказали значительное влияние на ускорение утверждения статуса Украины как кандидата на вступление в ЕС.
Алексей Чернышов был ответственен за получение поддержки в Германии, Австрии, Швеции, Финляндии. Согласно заявлениям канцлера Германии Олафа Шольца именно Чернышов смог поразить его и более широко раскрыть положение дел в стране.
3 ноября 2022 года Алексей Чернышов покинул пост Министра развития общин и территорий Украины.

### Председатель правления НАК «Нафтогаз Украины»
4 ноября 2022 года КМУ назначил Алексея Чернышова председателем правления НАК «Нафтогаз Украины». Своими приоритетами в должности Чернышов определил реформу корпоративного управления, усиление энергетической независимости Украины через увеличение объёмов газодобычи и повышение доверия международных партнёров.
Продолжение реформы корпоративного управления
Работу на посту главы Нафтогаза Чернышов начал с обращения к Кабинету министров Украины с просьбой возобновить отбор наблюдательного совета холдинговой компании Группы Нафтогаз — НАК «Нафтогаз Украины». В результате в январе 2023 года компания получила новый наблюдательный совет, большинство членов которого составляют независимые представители. Предыстория: полномочия предыдущего состава совета были прекращены в сентябре 2021 года, и его функции временно исполнял Кабмин.
Дальнейшие реформы корпоративного управления продолжились и на предприятиях Группы. Так, в августе 2024 года независимый наблюдательный совет был сформирован и в ПАО «Укрнафта», которое перешло в государственное управление в конце 2022 года.
Увеличение показателей газодобычи
Рост объёмов добычи газа был одним из ключевых приоритетов Группы Нафтогаз на 2023—2024 годы.
В 2023 году под руководством Алексея Чернышова предприятия Группы — АО «Укргазвыдобування» и ПАО «Укрнафта» — добыли более 13,2 млрд кубометров товарного газа, что на более чем 5 % превысило показатели предыдущего года.
Кроме того, в 2023 году впервые в истории АО «Укргазвыдобування» добыча из новых скважин превысила 1 млрд кубометров газа за год.
Положительная тенденция сохранилась и в 2024 году: за период с января по октябрь предприятия холдинга показали прирост в более чем 6% по сравнению с аналогичным периодом прошлого года, добыв 12,3 млрд кубометров газа. Ожидается, что общий прирост объёма добытого газа Группой Нафтогаз в 2024 году составит 5%, а общий объём добычи достигнет 14,7 млрд кубометров.
Повышение доверия международных партнёров
С июля 2022 года Нафтогаз находился в дефолте по еврооблигациям 2022/2026. Чтобы вернуть доверие инвесторов, Чернышов определил реструктуризацию долгов по этим еврооблигациям одной из первоочередных задач для группы компаний.
Так, уже в мае 2023 года Нафтогаз согласовал условия реструктуризации долгов. В июне их утвердил Кабмин. 27 июля Нафтогаз вышел из указанного дефолта, когда держатели еврооблигаций путем официального голосования поддержали реструктуризацию.

#### Защита интересов Нафтогаза в международных судебных делах, связанных с войной

##### Захват Россией активов Группы Нафтогаз в Крыму в 2014 году
12 апреля 2023 года Арбитражный трибунал при Постоянной палате Третейского суда в Гааге обязал российский Газпром выплатить около $5 млрд в пользу Нафтогаза за захват активов Группы в Крыму в 2014 году. После этого НАК «Нафтогаз Украины» и ещё пять компаний Группы Нафтогаз начали процедуру принудительного исполнения решения суда в ряде юрисдикций по всему миру. Это дело может стать прецедентом для возмещения Украине ущерба, нанесённого Россией, за счёт замороженных российских активов.
В рамках стратегии принудительного исполнения решения в июне 2023 года команда Чернышова инициировала процедуру взыскания присуждённой компенсации за счёт замороженных российских активов в США, подав соответствующее ходатайство в Окружной суд США по Округу Колумбия.
В декабре 2023 года Нафтогаз получил приказ Высокого суда правосудия Англии и Уэльса о признании арбитражного решения о компенсации, а также частичного арбитражного решения по юрисдикции и ответственности.
В октябре 2024 года Окружной суд города Хельсинки удовлетворил ходатайство Группы Нафтогаз и наложил арест на определённые активы, принадлежащие России на территории Финляндии. Речь идёт о недвижимости и других активах, оцениваемых в десятки миллионов долларов.

#### Финансовые показатели Группы под руководством Чернышова
Два года подряд — в 2023 и 2024 годах — Группа Нафтогаз под руководством Алексея Чернышова демонстрировала стабильный рост консолидированного финансового результата.
Так, чистая консолидированная прибыль Группы Нафтогаз в 2023 году составила 23,1 млрд грн по сравнению с убытком в 79,1 млрд грн в 2022 году. Об этом свидетельствует консолидированная финансовая отчётность, проверенная международным независимым аудитором и утверждённая наблюдательным советом компании 3 мая 2024 года.
Чистая консолидированная прибыль Группы Нафтогаз за первое полугодие 2024 года составила 24,4 млрд грн. В то же время за аналогичный период 2023 года группа показала 6,6 млрд грн чистой консолидированной прибыли. Обзор финансовой отчётности Группы Нафтогаз за шесть месяцев 2024 года был проведён независимой международной аудиторской компанией PricewaterhouseCoopers (PwC).

### Вице-премьер-министр Украины — Министр национального единства Украины
3 декабря 2024 года Верховная рада Украины назначила Алексея Чернышова на должность Вице-премьер-министра Украины — Министра национального единства Украины.

## Общественная деятельность
В 2014 году Алексей Чернышов инициировал проект Kyiv Vision Foundation для популяризации Украины в Европе через потенциал современного украинского искусства.
В рамках этого проекта в 2014 году в Вене прошла выставка современного украинского искусства Through Maidan and Beyond, посвящённая событиям Евромайдана. Среди гостей были представители культуры и искусства, политики, в том числе министр иностранных дел Австрии (а с 2017 года — федеральный канцлер Австрии) Себастьян Курц.
Кроме того, в 2014 году Алексей Чернышов поддержал издание книги Awesome Kyiv — современного путеводителя по украинской столице. В 2018—2019 годах при поддержке Чернышова издательство «Основы» выпустило новые книги из серии Awesome, посвящённые Харькову, Одессе и Днепру.

## Семья
Супруга — Светлана Александровна Чернышова — доктор филологических наук, профессор Киевского национального университета имени Тараса Шевченко.
Воспитывает двух сыновей и дочь.